# بين ويست
بين ويست (بالإنجليزية: Ben West)‏ هو سياسي أمريكي، ولد في 31 مارس 1911 في كولومبيا في الولايات المتحدة، وتوفي في 20 نوفمبر 1974 في ناشفيل في الولايات المتحدة. حزبياً، نشط في الحزب الديمقراطي. وقد انتخب عضو مجلس ولاية تينيسي.